# Société anonyme des Charbonnages de Maireux et Bas-Bois

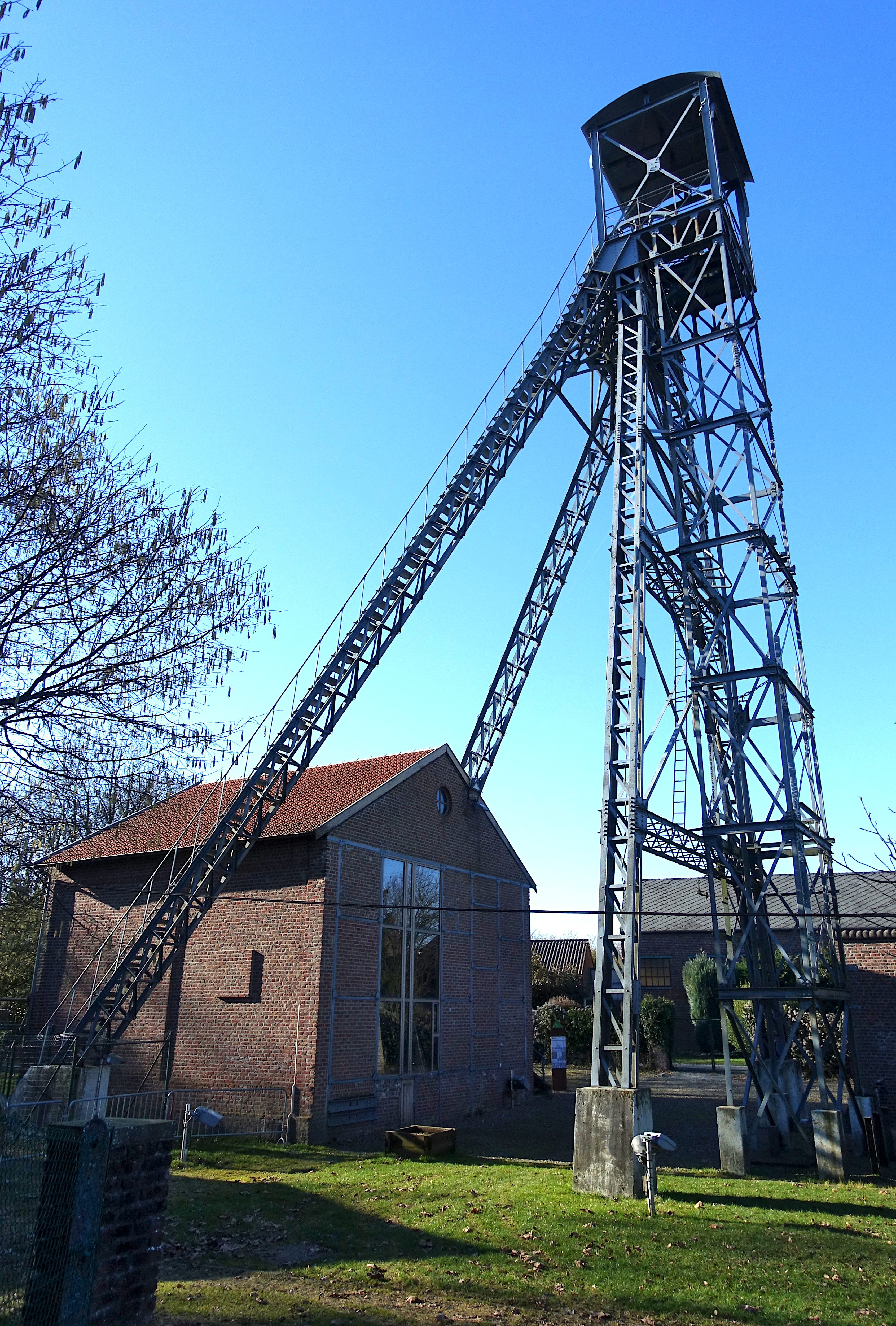
Belle-Fleur et salle des machines de l'ancien site du charbonnage du Bas-Bois à Soumagne

La Société anonyme des charbonnages de Maireux et Bas-Bois est une ancienne société d'exploitation de charbonnages de la région belge de Liège. Sa concession d'activité se situait à l'est de la ville, au cœur du plateau de Herve, essentiellement sur le territoire des anciennes communes de Soumagne et Ayeneux (désormais Soumagne),.
Les installations du siège Bas-Bois ont été préservées, ce qui en fait un témoignage unique de l'activité houillère dans la région. La Belle-Fleur est la dernière métallique toujours existante dans la région de Liège.

## Histoire
Le charbon est exploité depuis des siècles sur le site de Maireux, attestée notamment par un document de 1580. En 1835, la fosse est exploitée par la famille Crahay, qui crée une société civile du Maireux-Bas-Bois.
La société crée le siège du Bas-Bois en 1860. En 1862 on commençait le fonçage du puits d'exstraction avec une profondeur de 350 mètres. Diverses installations annexes sont construites : ateliers, dortoirs, centrale électrique, forges, salles des machines, bureaux, lampisterie. Un second puits, pour l'aérage, est également creusé.  En fin d'exploitation le puits avait une profondeur de 600 m.

Celle-ci devient une société anonyme en 1884 mais ce charbonnage gardera une dimension familiale et artisanale jusqu'en 1930 en accueillant des investisseurs extérieurs. 
En 1930, la Société anonyme des charbonnages de Maireux et Bas-Bois est rachetée par la Société anonyme des Charbonnages du Hasard, dont la concession est voisine. Des galeries sont rapidement percées entre les concessions, et dès 1931, la production de Maireux et du Bas-Bois est évacuée par le siège du charbonnage du Hasard de Cheratte. Elle était précédemment évacuée vers la gare de Micheroux et la ligne de chemin de fer 38 via un transport superficiel par chaîne flottante.
Le puits du Bas-Bois ne sert plus alors qu'au transport des personnes et à l'aération. Il ferme définitivement en 1970.

## De nos jours
Les installations du siège du Bas-Bois ont été conservées et rénovées dans les années 1980. La Belle-Fleur est désormais classée ( Patrimoine classé (1992, no 62099-CLT-0014-01)). Les installations techniques ont également été réhabilitées, et le terril est désormais boisé.
Une partie des bâtiments est utilisée comme salle de réception privée, et une plaine de jeux a été aménagée aux environs de l'ancienne fosse.
Le tunnel ferroviaire de Soumagne débouche à proximité de l'ancien charbonnage du Bas-Bois.

## Géolocalisation approximative des anciens sites d'exploitation[1]
- Bas-Bois : 50° 37′ 10″ N, 5° 44′ 17″ E
- Guillaume : 50° 37′ 54″ N, 5° 44′ 16″ E
- Maireux : 50° 37′ 16″ N, 5° 44′ 58″ E

## Terrils
- Bas-Bois[4] — 50° 37′ 07″ N, 5° 44′ 16″ E — (inexploité)
- Guillaume 3[5] — 50° 37′ 57″ N, 5° 44′ 15″ E — (disparu)
- Guillaume 4[6] — 50° 37′ 50″ N, 5° 44′ 23″ E — (disparu)
- Maireux 5[7] — 50° 37′ 17″ N, 5° 45′ 02″ E — (inexploité)
- Point central[8] — 50° 37′ 20″ N, 5° 44′ 32″ E — (inexploité)